# NGC 463
NGC 463 is een spiraalvormig sterrenstelsel in het sterrenbeeld Vissen. Het hemelobject ligt 261 miljoen lichtjaar van de Aarde verwijderd en werd op 17 december 1871 ontdekt door de Franse astronoom Édouard Jean-Marie Stephan.

## Synoniemen
- PGC 4719
- UGC 840
- MCG 3-4-19
- ZWG 459.25